# UHC Sarganserland
Der UHC Sarganserland ist ein Schweizer Unihockeyverein aus Sargans. Die erste Mannschaft von Sarganserland spielt in der 1. Liga Grossfeld.

## Stadion
Die Mannschaften vom UHC Sarganserland tragen ihre Heimspiele wenn möglich in der Sporthalle Riet in Sargans oder dem Tiergarten in Mels aus.

## Trainer
- –2017 Marco Raffainer
- 2017–2020 Marco Kipfer, René Fuchs
- 2020– 2024 Simon Gugelmann[3]
- 2024 – jetzt Tomáš Sladký